# 趙廣漢
趙廣漢（？—前65年），字子都，西漢涿郡蠡吾縣（今河北省博野縣西南）人，趙廣漢早年為郡吏，後歷任州從事、平準令、陽翟縣縣令、京輔都尉等職。又因參與擁立漢宣帝的議決，賜爵關內侯，升遷穎川郡太守、京兆尹，趙廣漢為人精明幹練，嚴於吏治，深受京師百姓的愛戴。地节三年趙廣漢因誣告丞相魏相之妻殺人，而被司直蕭望之彈劾，經廷尉審訊後，遭腰斬而死。

## 生平

### 早年經歷
趙廣漢年輕時當過郡吏、州从事，以廉潔奉公、通達明敏、禮賢下士而聞名。後來他被推舉茂才，擔任平準令。又通過考核察舉孝廉，被任命為陽翟縣县令。因政績優異，擢升為京輔都尉，代理京兆尹。當時適逢汉昭帝駕崩，新豐縣人杜建擔任京兆掾，負責監督營造漢昭帝的陵墓。杜建為人素來強橫任俠，他的門客乘機謀取私利，趙廣漢得知這件事後，先是婉言勸告，但杜建依然故我，於是趙廣漢便將他逮捕法辦。朝中有權勢的宦官與有名望的豪紳都來替杜建說情，趙廣漢始終不聽。杜家的族人和門客密謀籌畫，企圖要劫走杜建，而趙廣漢完全弄清了主謀者的姓名以及日常動向，派差吏警告他們說：「如果你們打算這樣做的話，將把你們滿門抄斬。」之後趙廣漢命令差吏們將杜建在鬧市處以死刑，沒有任何人敢靠近杜建，京城的百姓都稱讚這件案子辦得好。
這時，昌邑王刘贺被徵召來京繼承皇位，由於他荒淫無道，大將軍霍光與群臣共同廢黜昌邑王，改立汉宣帝。趙廣漢因為參與了廢立過程中的討論決策，獲封關內侯。

### 穎川除惡
後來趙廣漢調任颍川郡太守。郡內的豪族原氏、褚氏橫行鄉里，其門下的賓客行盜做賊，前任俸祿二千石的官員中，沒人能夠將他們制伏。而趙廣漢到任幾個月，就誅殺了原、褚兩族為首的惡人，郡中百姓大為震驚。
當初，穎川郡的豪門大姓相互通婚結為姻親，官吏們也拉幫結派成風。趙廣漢擔憂此種情況，便獎勵其中可利用之人，讓他們事先知道控告書的內容，審訊罪犯、判定罪名、執行判決時，趙廣漢故意向案犯洩露告發者的話，使他們互相怨恨責怪。趙廣漢又叫吏卒設置供人檢舉的告密桶，得到檢舉書後，就刪去檢舉人的姓名，假託是某豪門大姓子弟所所揭發的。從此以後，豪強大族們家家結怨，狼狽為奸的朋黨也分崩離析，郡中風俗大為改變。官吏和百姓相互檢舉揭發，趙廣漢得到這些人做耳目，盜賊們因此不敢作案，即使有人膽敢作案，也總能迅速將其捕獲。郡中所有事物都安定而有秩序，趙廣漢的威名廣為流傳，連投降汉朝的匈奴人也說，在匈奴部落裡都聽聞過趙廣漢的大名。

### 京兆政清
本始二年，漢朝派遣五位將軍攻打匈奴，徵調趙廣漢以太守的身份統領軍隊，隸屬蒲類將軍赵充国。趙廣漢隨軍返回後，再次被任命為代理京兆尹，一年後轉正。
趙廣漢身為俸祿兩千石的官員，和顏悅色地待人接物，安慰薦舉屬下，殷勤備至。有論功行賞的事，他總是把功勞歸給屬下說：「這事是某掾卿所做，不是我能做得到的。」趙廣漢的行為是出自於真心誠意，因此其麾下的屬吏們見到他皆能傾吐自己的心裡話，一點也不隱瞞，都樂意替他效勞，即使是冒著生命危險也不迴避。趙廣漢天資聰穎，對於屬下擔任什麼職務合適，辦事是否盡心盡力都心中有數。遇到不盡力的屬下，他總是先了解清楚，勸告仍不悔改的，才加以拘捕，無一逃脫，經審問查實立即定案，被審訊者都當即服罪。
趙廣漢為人強悍有勇力，生性擅長做官。其接見屬吏和百姓，有時徹夜不眠。他尤其善於用「鉤距法」尋找線索，來查清事實。所謂「鉤距法」，假設想了解马的價錢，那就就先問狗的價格，又問羊價，然後問牛價，之後再問馬價，這樣彼此參照驗證牠們的價格，按類比較，就可以弄清馬價高低而不會有差錯了。只有趙廣漢最精通此種方法，那些仿效者沒人比得上他。
對於郡中的盜賊，鄉里行為不軌之徒的巢穴所在，以及官吏中極小的貪污受賄，趙廣漢都瞭若指掌。某一次长安城有幾個年輕人聚集在偏僻街巷的一間空屋裡，合謀一起綁架人，他們坐在那裡還沒來的及商議完，就被趙廣漢派差吏把他們逮捕，經過審訊，這些人全部服罪。富人蘇回身為郎官，被兩個人劫持。過了一會兒，趙廣漢帶領差吏趕到。他站在院子裡，叫長安丞龔奢敲門告知劫持者說：「京兆尹趙君奉告二位，不得殺死人質，他是朝廷的侍從官。你們釋放人質，束手就擒，將得到優待，僥倖遇上大赦，還有免罪獲釋的機會。」兩名劫持者大為驚駭，又素來聽說趙廣漢的名聲，便開門出來，下階叩頭請罪，趙廣漢下跪稱謝說：「幸虧你們保全了郎官的性命，很好！」把二人送往監獄。趙廣漢吩咐獄卒以禮相待，供給他們酒肉。到了冬天，二人被判處死刑，趙廣漢預先替他們置辦棺材，撥給安葬的用具，並將情況告訴他們，兩人都說：「我們死而無恨！」。
趙廣漢曾經下公文召見湖縣的都亭長來京兆府，都亭長西行經過界上時，界上亭長對他開玩笑說：「到了京兆府，請你替我多多問候趙君。」都亭長到了京兆府後，趙廣漢與他交談，問完公事，對他說：「界上亭長托你問候我，你為什麼不替他向我致意呢？」都亭長趕忙叩頭，承認確有此事。趙廣漢便說：「回去替我向界上亭長致意，希望他盡力思考他的職責，努力辦事，做出成績來報效國家，趙京兆不會忘記他的深厚之情。」趙廣漢揭發奸邪和明察隱情，都是這樣料事如神。
趙廣漢曾經上書朝廷，請求把長安地區游徼、獄吏的奉祿增加到百石，此後這些俸祿百石的官吏都較為自重，不敢違法任意拘留人。京兆地區的政治清明，官吏和百姓對趙廣漢贊不絕口。據老人們相傳，認為自漢朝建立以來，治理京兆的官員沒人能比得上他。當時左馮翊、右扶風的官署都設在長安城，兩地的罪犯皆喜歡越界到京兆作案。趙廣漢為此嘆息道：「擾亂我們治安的，往往是左馮翊、右扶風啊，如果能讓我兼管二輔，那就容易多了」。

### 搜查霍家
原先大將軍霍光執政時，趙廣漢在霍光手下辦事。等到霍光去世後，趙廣漢心知汉宣帝對霍家的疑忌，便調遣長安差吏並親自帶領，一同來到霍光之子博陆侯霍禹的府第，徑直闖入，藉搜查非法屠宰牲畜和釀酒賣酒為由，捶擊砸破盛放酒器的土墩子和盛酒器，用斧頭砍壞门闩而去。當時霍光的女兒霍成君是漢宣帝的皇后，聽說這件事後便向漢宣帝哭訴。漢宣帝心裡稱許此事，因此僅叫來趙廣漢詢問而已，趙廣漢從此敢於冒犯皇親國戚。趙廣漢平日喜歡任用那些世代為吏家族出身的新進官場年輕人，這些人獨斷專行，身強力壯，鋒芒畢露，遇事衝動，雷厲風行而無所顧忌，常常提出一些果敢堅決的計策，從不對事情感到為難棘手，趙廣漢終究因此招致禍患。

### 觸法而死
當初，趙廣漢的門客私自在長安城的市場上賣酒，被丞相的屬吏趕走，門客懷疑是一個叫蘇賢的男子告發此事，便把這個想法告訴了趙廣漢。趙廣漢派長安丞審訊蘇賢，讓名叫禹的尉吏故意彈劾蘇賢身為屯駐在霸上的騎士，卻不到軍營服役，犯了違反軍法的罪。蘇賢的父親上書辯冤，告發趙廣漢，案子交付給主管官吏審理。尉吏禹被判處腰斬，主管官吏請求朝廷拘捕趙廣漢。漢宣帝詔命就地審訊趙廣漢，趙廣漢供認不諱，適逢朝廷大赦，只受了降職一級的處分。趙廣漢懷疑這件事是蘇賢的同鄉之子榮畜所唆使，後來便藉別的罪名誅殺了榮畜。有人上書檢舉趙廣漢，朝廷把案件交給丞相和御史大夫處理，案子追查得很緊。趙廣漢派一名親信的長安人去當丞相府的門卒，讓他暗中打探丞相府內違法之事。
地节三年七月中，丞相魏相的貼身婢女因犯了錯而上吊自殺。趙廣漢聽說後，懷疑是丞相夫人由於嫉妒而在府內殺了婢女，此時丞相因為要去宗庙祭祀而齋戒。趙廣漢得知此消息，便派中郎趙奉壽前去暗示丞相，想以此要挾他，使其不要徹底追查自己的案子。而丞相非但不理，追查案子反倒追的更急了。趙廣漢想要控告丞相，先去詢問懂得星象雲氣的太史，太史說今年將有大臣被殺，趙廣漢遂上書指控丞相的罪行。漢宣帝命令說：「此事交由京兆尹審理。」趙廣漢知道事情緊迫，於是親率差吏直闖丞相府，傳喚丞相夫人跪在院子裡受審對質，又拘捕奴婢十餘人而去，考問他們殺死婢女一事。丞相魏相上書申訴到：「臣的妻子確實沒有殺死婢女。趙廣漢屢次犯法不伏罪，反而以狡詐的手段脅迫臣，希望臣有所寬容不舉奏他的罪行。臣希望陛下指派清正的官員查明趙廣漢所辦臣妻殺婢一案。」漢宣帝將此案交付廷尉查辦，經過查明，丞相確實曾因婢女有過失而責打他，婢女被趕到外宅後自己上吊而死，不像趙廣漢所說的那樣。
司直蕭望之上奏彈劾趙廣漢說：「趙廣漢侮辱誣告丞相，想以此挾制奉公執法的大臣，違背禮節，有傷風化，是不道的罪行。」漢宣帝於是厭惡趙廣漢，把他交付廷尉府監獄，其先前所犯殘殺無辜、斷案不實和擅自以違反軍法誣告蘇賢等幾項罪名一併懲治。長安城的官吏、百姓在得知漢宣帝批准對趙廣漢死刑的判決後，好幾萬人伏在宮門前哀號哭泣，有人說：「臣活著對國家沒什麼益處，願意替趙京兆受死，好讓他繼續撫養百姓。」趙廣漢最終仍是被腰斩。
趙廣漢雖然因犯法而被處死，但他擔任京兆尹期間，廉潔清明，威制豪強，百姓各得其所，百姓們對他追思懷念，歌頌不止。

## 延伸閱讀
[在维基数据编辑]
 《漢書·卷076》，出自班固《漢書》